# Lena Elizabeth Tindall
Lena Elizabeth Tindall (* 18. června 2018, Stroud) je britská aristokratka, dcera Zary Phillips a Mike Tindalla. Je 23. v pořadí na britský trůn.

## Život
Narodila se 18. června 2018 v Stroud Maternity Unit jako dcera Zary Phillips a jejího manžela Mike Tindalla. Její babičkou je britská princezna Anne Mountbatten-Windsor.
Pokřtěna byla v březnu 2019 v kostele sv. Mikuláše v Cheringtonu.